# Digitální wellbeing
Digitální wellbeing (z anglického digital wellbeing) je stav, ve kterém rozpoznáváme přínosy a rizika našeho vlastního způsobu užívání digitálních technologií v aktuálních podmínkách. Na základě toho digitální technologie zapojujeme do svého života způsobem podporujícím naše celkové zdraví, osobnostní rozvoj a odpovědnost vůči sobě, svému okolí a světu.
Tato definice byla v českém prostředí formulována expertní Pracovní skupinou pro digitální wellbeing, která vznikla z iniciativy Partnerství pro vzdělávání 2030+ ve spolupráci s Národním pedagogickým institutem ČR. Skupina byla založena na půdorysu dlouhodobé spolupráce v oblasti školního wellbeingu a tvoří ji odborníci z akademické sféry, výzkumu, vzdělávací praxe, státní správy a nevládních organizací. 
Historie
K popularizaci pojmu digitální wellbeing došlo okolo roku 2010. Největší zájem o digitální wellbeing nastal v roce 2018, kdy společnost Apple, v reakci na přílišné používání technologií u mladých lidí, zaujala funkcí screentime, která umožňuje uživateli sledovat svou aktivitu na vlastních digitálních zařízeních. V tomtéž roce k rozšíření zájmu o digitální wellbeing přispěla společnost Google.
V roce 2018 pořádala společnost Google konferenci Google I/O na níž uvedla nový projekt vedoucí k omezení času stráveného  s technologiemi. Byly představeny nové funkce operačního systému Android: jednak takzvaný Dashboard, který umožňuje sledovat čas strávený u obrazovky, dále časovač aplikací, kde si lidé mohou nastavit limity a omezit tak čas strávený interakcí s aplikacemi, případně takzvané tlačítko „Hush”, které automaticky zapne funkci nerušit.
Zdůvodnění a význam funkcí představil viceprezident produktového managementu Sameer Samat, zároveň odhalil osobní příčiny toho, proč se začal digitálním wellbeingem zabývat. Během své dovolené mu jeho partnerka vzala mobilní telefon a zamkla po dobu jejich dovolené do hotelového sejfu. Samat popsal počáteční stres a obavu ze zmeškání něčeho důležitého. Jedná se o jev označený jako FOMO neboli Fear of missing out, definovaný jako obavný pocit, že člověk buď nic neví, nebo přichází o informace, události, zkušenosti nebo životní rozhodnutí, které by mu mohly zlepšit jeho život. Po nějakém čase však začal pociťovat spíše úlevu a volnost, neboť nebyl ve stresu z neustálé potřeby kontrolovat a zaznamenávat nové dění v digitálním světě. Takto vznikl v opozici k termínu FOMO nově termín označený jako JOMO neboli Joy of missing out.

## Digitální wellbeingové experimenty společnosti Google
Společnost Google provozuje webovou stránku Experimenty s Googlem (angl. Experiments with Google), na níž byl v srpnu 2019 představen první digitální wellbeingový experiment s názvem Digitální detox. Nové experimentální projekty přibývaly v následujících letech. Experimenty jsou seřazené chronologicky dle data vytvoření.

### Experimenty
Srpen 2019 – Digital detox – Digitální detox měří a převádí hodnotu pixelů do skutečné fyzické vzdálenosti, díky tomu je uživatel schopný virtuálně projít nejpopulárnější trasu Svatojakubské cesty, Camino Frances.
Říjen 2019 – Paper phone – Díky Paper phone může uživatel vyměnit svůj mobilní telefon za jeho papírovou verzi. Z nabídky lze vybrat různé možnosti a funkce, které chce uživatel mít ve svém papírovém telefonu.
Leden 2020 – Anchor – Čím více uživatel scrolluje, tím více se obrazovka ztmavuje a v určitém momentu začnou na obrazovce plavat i ryby. Aplikaci lze jednoduše přidat do prohlížeče Chrome.
Leden 2020 – Envelope – Svůj mobilní telefon vložíte do obálky, která je vytvořena ze speciálního dotykového papíru. Telefon se náhle promění na zařízení, s nímž může uživatel pouze telefonovat, v druhé verzi také fotit a natáčet videa. Po otevření obálky se na displeji objeví údaj, jak dlouho byl telefon v obálce.
Srpen 2020 – Screenhive – Aplikace ve tvaru hexagonu se objeví jako widget na uživatelově mobilní obrazovce a počítá čas strávený na jeho zařízení.
Duben 2022 – Little signals – Šest objektů různých tvarů vysílá různé senzorické podněty a zároveň nás udržuje stále v pozornosti.

## Projekty v Česku
V roce 2021 vznikl projekt Replug me, který se zaměřuje na dlouhodobé vzdělávání studentů v oblasti digitální výchovy. Je zaměřený na studenty 7.–9. tříd základních škol a trvá 3 měsíce. Replug me zapojí do jejich metodiky jednoho pedagoga ze sboru, který se stává ambasadorem a ten následně šíří informace o projektu do dalších tříd a ročníků. Projekt je zastřešený MŠMT a Národním ústavem duševního zdraví.